# John Fiddler
John Fiddler (* 25. September 1947) ist ein britischer Rockmusiker. Er war ein Mitglied des Duos Medicine Head – das andere Mitglied war Peter Hope-Evans. 
Die beiden kannten sich seit ihrer Schulzeit und spielten schon früh auf Partys. Fiddler sang, spielte Gitarre und bediente mit dem Fuß eine Basstrommel, Hope-Evans spielte dazu auf der Mundharmonika oder Mundorgel. 1970 erschien ihre erste Single His Guiding Hand. 1973 war One & One Is One ihr größter Hit.
Nachdem sich Medicine Head 1976 aufgelöst hatte, „erfand“ sich Fiddler neu. Bisher immer als Hippie aufgetreten – lange Haare, wilder Schnurrbart –, erschien er plötzlich glamourös als Frontmann der British Lions, der Nachfolgeband von Mott the Hoople.
Anfang der 1980er Jahre kamen die ehemaligen Yardbirds unter Fiddler wieder zusammen und nannten sich Box of Frogs. Fiddler schrieb alle Songs. Doch das Projekt endete nach zwei Alben, Box of Frogs und Strange Land.
In den frühen 1990ern tauchte Fiddler solo wieder auf. 1995 erschien das Album Return of the Buffalo. Zeitweilig lebte Fiddler in Phoenix in den USA, kehrte aber nach England zurück, wo er sein eigenes Studio betrieb.
| Personendaten    | Personendaten          |
| ---------------- | ---------------------- |
| NAME             | Fiddler, John          |
| KURZBESCHREIBUNG | britischer Rockmusiker |
| GEBURTSDATUM     | 25. September 1947     |